# Silvain Duval
Pour les articles homonymes, voir Duval.
Silvain Duval est un homme politique français né le 13 janvier 1818 à Lanvollon (Côtes-du-Nord) et décédé le 23 août 1883 à Paimpol (Côtes-du-Nord)

## Biographie
Armateur à Paimpol, il est président du conseil général des Côtes-du-Nord quand il est élu sénateur conservateur des Côtes-du-Nord en 1880. Il meurt en cours de mandat en 1883.

## Sources
- « Silvain Duval », dans Adolphe Robert et Gaston Cougny, Dictionnaire des parlementaires français, Edgar Bourloton, 1889-1891 [détail de l’édition]